# 马尔肖 (柏林)
马尔肖（德語：Malchow，德語：[ˈmalçoː] ⓘ）是德国柏林利希滕贝格区的下属区。